# نورتریج، مونتگومری کانتی، اوهایو
نورتریج (به انگلیسی: Northridge) یک منطقهٔ مسکونی در ایالات متحده آمریکا است که در شهرستان مونتگومری، اوهایو واقع شده‌است. نورتریج ۵٫۹ کیلومتر مربع مساحت و ۸٬۴۸۷ نفر جمعیت دارد و ۲۴۴ متر بالاتر از سطح دریا واقع شده‌است.